# Émetteur d'Amiens Saint-Just
L'émetteur de Saint-Just-en-Chaussée couvre une grande partie du département de l'Oise et le sud de la Somme, pour cette raison il est dénommé Amiens Saint-Just.
Il est situé dans l'Arrondissement de Clermont, dans le département de l'Oise, entre la commune du Nourard-le-Franc et Saint-Just-en-Chaussée.

## Historique
Il a été inauguré et mis en service au premier semestre 1969 afin d'assurer la couverture de la deuxième chaîne de l'O.R.T.F. émettant en UHF et dont la portée par les émetteurs déjà existants en VHF pour la Première chaîne de l'ORTF d'Amiens/Lille-Bouvigny et Paris-Tour Eiffel était insuffisante pour couvrir l'est de la Somme (du nord d'Amiens) et l'Oise (surtout le sud, le centre et une partie de l'ouest).
- En travaux fin 1968, il aurait été inauguré probablement vers avril 1969 sur le canal 47 (500 kW P.A.R.).
- En 1972, suivirent les trois stations nationales de Radio France.
- Au premier semestre de 1973, peu de temps après son lancement est inaugurée la Troisième chaîne de l'ORTF sur le canal 44 (500 kW).
- TF1 en couleurs arrive le 17 mai 1977 sur le canal 41 (500 kW).
- Canal+ réutilisant la bande VHF III de TF1 noir et blanc sur les sites de Paris-Tour Eiffel et de Lille-Bouvigny, son émission n'a pas été jugée nécessaire sur Amiens-Saint-Just, même s'il existait beaucoup de zone d'ombres en périphérie (Nord-ouest et ouest de Beauvais, est de la forêt de Compiègne, nord de Noyon).
- La Cinq canal 49 (100 kW) arrive le 16 décembre 1986 (après 4 jours de test) et M6 (Canal 52, 100 kW, arrive le 12 septembre 1987 (après 1 jour de test).
- La télévision numérique terrestre (TNT) arrive le 21 décembre 2007 (multiplex R1, R2, R3, R4 et R6).
- 14 avril 2010 : fin de la diffusion analogique de Canal+.
- Nuit du 1er et 2 février 2011, arrêt des émetteurs analogique SECAM avec porteuse NICAM et inauguration du multiplex R5 de la TNT.
- Décembre 2013 : lancement des multiplex R7 et R8 et avec eux les six nouvelles chaînes HD (HD1, L'Équipe 21, 6ter, Numéro 23, RMC Découverte, Chérie 25) et de la nouvelle chaîne régionale Wéo Picardie sur le R1 (la diffusion de Wéo Picardie est suspendue temporairement à partir du 8 janvier 2014[2]).
- Mai/juin 2014 : le CSA retire l'autorisation de Wéo Picardie, faute d'émissions[3].
- 28 février 2017 : Wéo Picardie est réactivée en tests sur la chaîne n°35.
- 6 mars 2017 : Wéo Picardie est inaugurée et lancée.
- 18 juillet 2024 : lancement du multiplex R9 avec France 2 UHD et France 3 UHD (cette dernière est temporairement disponible jusqu'au 10 septembre 2024).

## Diffusion

### RadioFM
| Radio FM        | Radio FM  | Radio FM  | Radio FM |
| Nom de la radio | Fréquence | Puissance | RDS (PS) |
| --------------- | --------- | --------- | -------- |
| France Inter    | 95,4 MHz  | 20 kW     | __INTER_ |
| France Musique  | 99,4 MHz  | 20 kW     | MUSIQUE_ |
| France Culture  | 102,5 MHz | 20 kW     | _CULTURE |

### Téléphonie
| Opérateur        | 2G  | 3G  | 4G  | FH  | Fréquences                                      |
| ---------------- | --- | --- | --- | --- | ----------------------------------------------- |
| Orange           | Oui | Oui | Oui | Non | GSM 900, UMTS 900, UMTS 2100, LTE 800           |
| SFR              | Oui | Oui | Oui | Oui | GSM 900, UMTS 900, LTE 800, LTE 1800, UMTS 2100 |
| Bouygues Telecom | Oui | Oui | Non | Oui | GSM 900, UMTS 2100                              |
| Free             | Non | Oui | Oui | Oui | UMTS 900, LTE 1800, UMTS 2100 LTE 2600          |

### Autres transmissions
- IFW : BLR (3 GHz)[1]
- EDF : COM TER[1]
- TDF : FH[1]

### Télévision

#### Analogique[5]
| Chaîne            | Puissance (PAR) | Canal | Gamme d'ondes | Polarisation |
| ----------------- | --------------- | ----- | ------------- | ------------ |
| TF1               | 165 kW          | 41    | UHF           | Horizontale  |
| France 2          | 165 kW          | 47    | UHF           | Horizontale  |
| France 3 Picardie | 165 kW          | 44    | UHF           | Horizontale  |
| France 5 / Arte   | 100 kW          | 49    | UHF           | Horizontale  |
| M6                | 100 kW          | 52    | UHF           | Horizontale  |

#### Numérique
| Multiplex | LCN              | Chaînes                                                          | Canal | Puissance (PAR) | Diffuseur |
| --------- | ---------------- | ---------------------------------------------------------------- | ----- | --------------- | --------- |
| R1        | 2 3 14 27 35     | France 2 France 3 Picardie France 4 France Info Wéo Picardie     | 41H   | 40 kW           | TDF       |
| R2        | 8 15 16 17 18    | C8 BFM TV CNews CStar Gulli                                      | 31H   | 30 kW           | TDF       |
| R3        | 4 26 41 42 43 45 | Canal+ LCI Paris Première Canal+ Sport Canal+ Cinéma(s) Planète+ | 34H   | 40 kW           | TDF       |
| R4        | 5 6 7 9 22       | France 5 M6 Arte W9 6ter                                         | 47H   | 40 kW           | TDF       |
| R6        | 1 10 11 12 13    | TF1 TMC TFX NRJ 12 LCP                                           | 44H   | 40 kW           | TDF       |
| R7        | 20 21 23 24 25   | TF1 Séries Films L'Équipe RMC Story RMC Découverte Chérie 25     | 37H   | 40 kW           | TDF       |
| R9        | 52               | France 2 UHD                                                     | 33H   | 8 kW            | TDF       |

## Multiplex enisofréquence
| Les Écaillères    | Béthisy-Saint-Pierre | Oise | x (1 W)    | x (525 mW) | x (525 mW)  | x (1 W)    | x (1 W)    | x (1 W)  | Non diffusé |
| Tour Carpeaux     | Creil                | Oise | x (13 W)   | x (13 W)   | x (13 W)    | x (13 W)   | x (13 W)   | x (13 W) | x (13 W)    |
| Bois de Labruyère | Labruyère            | Oise | x (830 mW) | x (1 W)    | Non diffusé | x (830 mW) | x (830 mW) | x (1 W)  | Non diffusé |
| Tour de Thiverny  | Montataire           | Oise | x (3 W)    | x (3 W)    | x (3 W)     | x (3 W)    | x (3 W)    | x (3 W)  | Non diffusé |
| Fontenoy          | Pierrefonds          | Oise | x (30 W)   | x (30 W)   | Non diffusé | x (30 W)   | x (30 W)   | x (30 W) | Non diffusé |
| Hanvoile          | Songeons             | Oise | x (3 W)    | x (3 W)    | x (3 W)     | x (3 W)    | x (3 W)    | x (3 W)  | Non diffusé |
| Rue du 8 mai      | Trosly-Breuil        | Oise | x (2 W)    | x (200 mW) | Non diffusé | x (2 W)    | x (2 W)    | x (2 W)  | Non diffusé |